# 청운공원
청운공원(靑雲公園)은 서울특별시 종로구 청운동에 위치한 공원이다.

## 연혁
- 1968년 12월: 서울특별시에서 청운동 일대의 판자촌을 철거하고 26동의 시민아파트를 건설하는 계획을 밝힘[1]
- 1969년 3월: 162채의 판자촌을 철거하고 청운시민아파트를 착공함[2]
- 1969년 말: 11동(531세대)의 청운시민아파트 준공[3]
- 1970년 4월: 서울지방검찰청 부정공사수사반에서 청운시민아파트 4동의 불법 설계변경 사실을 밝힘[4]
- 1995년 5월: 청운시민아파트 재건축 사전결정[5]
- 1997년 2월: 청운시민아파트 재건축 계획 포기[5]
- 2005년 9월: 11동의 청운시민아파트가 모두 철거됨[6]
- 2007년 1월: 청운공원 개장[7]
- 2009년 7월 11일: 종로구에서 ‘윤동주 시인의 언덕’을 조성함[8]
- 2010년 12월 4일: 종로구에서 ‘윤동주 문학전시관’을 개관함[9]
- 2012년 7월 25일: 종로구에서 ‘윤동주 문학전시관’을 리모델링하여 윤동주문학관을 개관함[10]
- 2014년 11월 19일: 종로구에서 전통 한옥 형태의 ‘청운문학도서관’을 개관함[11]

## 시설
- 윤동주문학관
- 윤동주 시인의 언덕
- 청운문학도서관